# Robert Benoist
Robert Marcel Charles Benoist, francoski dirkač in vojni heroj, * 20. marec 1895, St Benoit, Île-de-France, Francija, † 9. september 1944, gora Ettersberg, Freistaat Thüringen, Tretji rajh.

## Življenjepis
Robert Benoist se je rodil v St Benoitu, v okolici Rambouilleta, Île-de-France kot sin lovskega čuvaja Barona Henrija de Rothschilda, člana premožne družine Rothschildov. Zelo mlad je v prvi svetovni vojni sodeloval v francoski pehoti, nato v novoustanovljenih zračnih silah Armée de l'Air in kot inštruktor letenja. 
Po koncu vojne se je v iskanju adrenalinske zabave kot testni dirkač pridružil avtomobilski tovarni  de Marçay. Nato se je preselil v tovarno Salmson, kjer je bil uspešen na dirkah avtociklov ter v sezoni 1924 v moštvo Delage. V naslednji sezoni 1925 je dosegel prvo večjo zmago na dirki za Veliko nagrado Francije, kjer je dirkal skupaj z Albertom Divom.
V sezoni 1927 je z dirkalnikom Delage 15-S-8 zmagal na Veliki nagradah Francije, Španije, Italije in Velike Britanije, s čimer je svojemu moštvu zagotovil naslov Svetovnega konstruktorskega prvenstva. Še vedno je edini dirkač, ki je v isti sezoni zmagal na teh štirih Velikih nagradah, ki veljajo za najpomembnejše v zgodovini motošporta. Ta dosežek mu je tudi prinesel Red legije časti s strani francoske vlade.
Delage se je umaknil iz dirkanja, zato je Robert Benoist ostal brez službe. V sezoni 1928 je občasno dirkal z Bugattijem, kot najboljši rezultat pa je dosegel drugo mesto na dirki za Veliko nagrado San Sebastiána. Naslednje leto je skupaj z Attiliom Marinonijem zmagal na dirki 24 ur Spaja z Alfo Romeo. Po koncu sezone 1929 se je upokojil, v sezoni 1934 pa se je vrnil v moštvo Bugatti. Kmalu je napredoval v vodjo tekmovalnega oddelka Le Mans. Leta 1937 je zmagal na dirki 24 ur Le Mansa skupaj z Jeanom-Pierrom Wimillom. Po zmagi se je dokončno upokojil, toda ostal je kot vodja dirkaškega oddelka v Bugattiju, dokler se ni pridružil Francoskim zračnim silam.
Med drugo svetovno vojno je po okupaciji Francije skupaj še z dvema dirkačema, Jeanom-Pierrom Wimillom in Williamom Groverjem-Williamsom pobegnil v Anglijo, kjer so se pridružili odporniškemu gibanju kot tajni agenti, ki so delovali v Franciji. Nacisti so ga zajeli in 9. septembra 1944 je bil v nemškem koncentracijskem taborišču Buchenwald na gori Ettersberg usmrčen. 